# Ateca
Ateca é um município da Espanha na província de Saragoça, comunidade autónoma de Aragão. Tem 84,7 km² de área e em 2021 tinha 1 729 habitantes (densidade: 20,4 hab./km²).

## Demografia
| Variação demográfica do município entre 1991 e 2004 | Variação demográfica do município entre 1991 e 2004 | Variação demográfica do município entre 1991 e 2004 | Variação demográfica do município entre 1991 e 2004 |
| --------------------------------------------------- | --------------------------------------------------- | --------------------------------------------------- | --------------------------------------------------- |
| 1991                                                | 1996                                                | 2001                                                | 2004                                                |
| 2145                                                | 2059                                                | 2012                                                | 2044                                                |